# Ієрапетра
Ієра́петра (грец. Ιεράπετρα) — найпівденніше місто Греції і найбільший торговий, фінансовий і промисловий центр ному Ласітіон на Криті. Також найбільше місто та адміністративний центр громади (диму) Ієрапетра в периферійній одиниці Ласітіон у периферії Крит. Населення 12 355 жителів (за переписом 2011 року). Розташоване на південному узбережжі Криту, на березі Лівійського моря. Історія міста налічує кілька століть. Центр експорту сільськогосподарської продукції до країн Європи.

## Історія

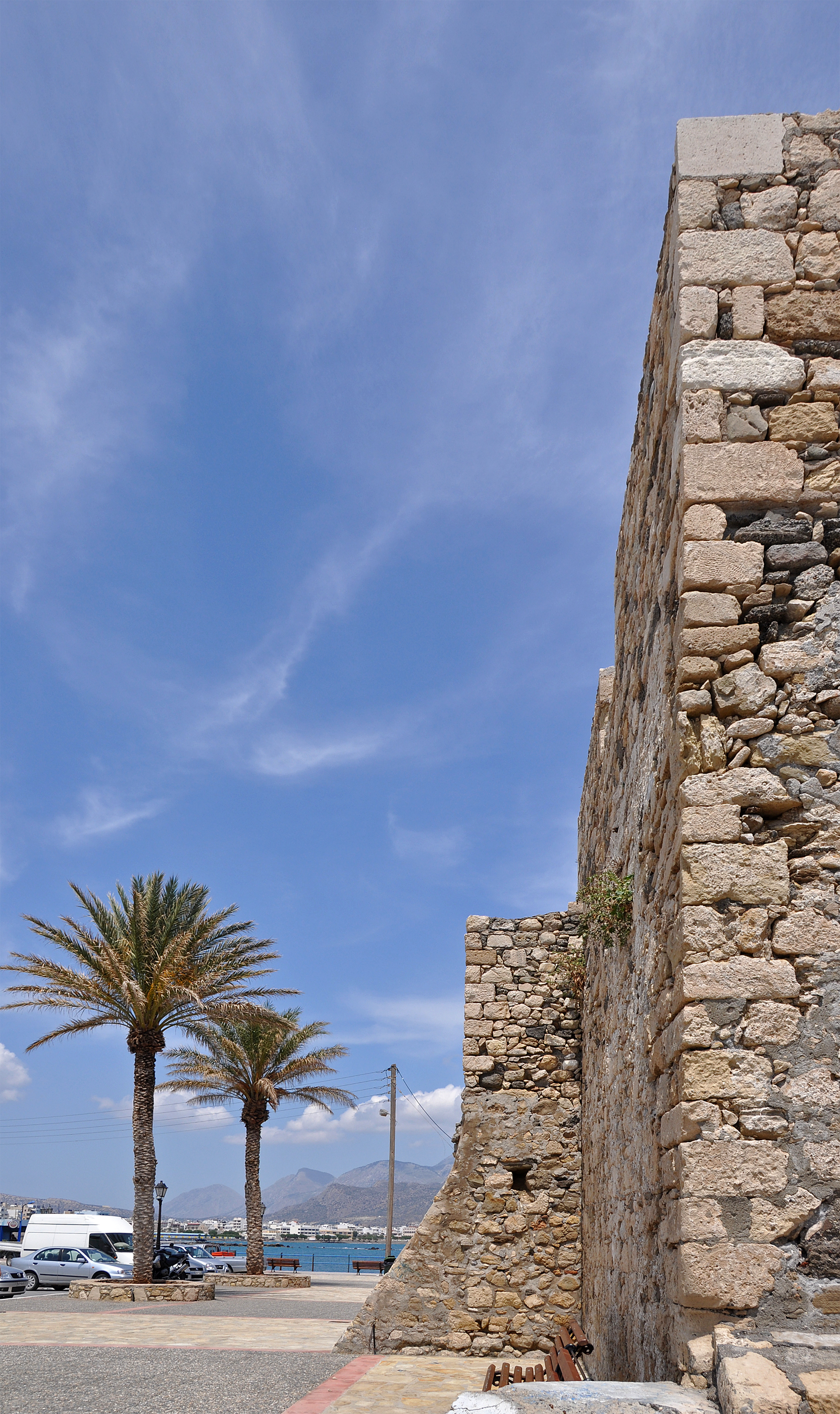
Ієрапетра

Ієрапетра (на критському діалекті — Гірапетро) простяглася вздовж пляжу Ієрапетра-Бей. Четверте за величиною місто Криту. Найпівденніше місто Греції. Через своє географічне положення має прізвисько «наречена Лівійського моря».

### Ранній період
Місто веде історію з мінойського періоду. Вже тоді і пізніше, в римський період, на цьому місці було місто — Ιεράπυτνα (Ιεράπυτνα). Римляни завоювали Ієрапетру приблизно одночасно з Кноссом та іншими великими містами Криту. І сьогодні на невеликій глибині біля узбережжя можна знайти залишки римського порту. 824 року місто зруйнували араби, і відновлено його було лише як базу для піратів.

### Венеціанський період
У період венеціанського панування місто набуло своє сучасне ім'я і стало процвітаючим містом. 1626 року венеціанці побудували для захисту від піратів невелику фортецю Кулес (Kastell Koúles). За однією з версій, у липні 1798 в однієї з сімей Єрапетри, під час поїздки до Єгипту, зупинявся Наполеон. Будинок, де він жив, зберігся донині. За часів мусульманського ярма в місті збудовано мечеть. Знахідки з околиць Ієрапетри виставлено в місцевому археологічному музеї, розташованому в колишній турецькій школі. Центральний експонат виставки — добре збережена статуя Персефони.

### Сучасність
Сучасна Ієрапетра складається з двох частин: Като-Мера (Kato Mera) і Пано-Мера (Pano Mera).
- Като-Мера — старе місто, що лежить на півдні міста. Має вузькі вулички та маленькі будинки у традиційному стилі. У цьому районі розташовані стара мечеть і будинок Наполеона, а також церква Святого Георгія, побудована 1856 року. Її вважають однією з найцікавіших церков Криту, оскільки всі куполи церкви виготовлено з дерева (переважно з кедру).
- Пано-Мера — відносно новий район міста, з будинками на три-чотири поверхи. Він, як і раніше, розширюється у всіх напрямках[коли?].

## Геологія

### Узбережжя

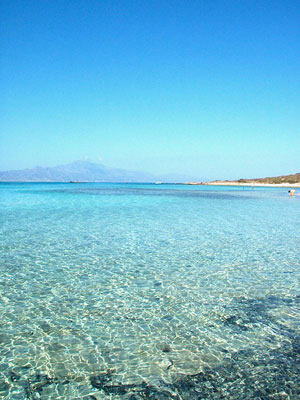
Острів Хрисі

Ієрапетра має найчистіші і найгарніші узбережжя на Криті, що відзначено дипломом від EUCC, базованого в Нідерландах. Регіон Ієрапетра вміщено в міжнародний каталог «50 найкрасивіших місць Південної Європи».
- Хрисі
- Східне узбережжя
- Південне узбережжя
- Агіос Андреас[en]
- Велике узбережжя
- Ліваді[en] (Ферма[en])
- Куцурас[el]
- Айя-Фотья[el]
- Каккос
- Галіні, Ахлія[el]
- Маврос-Колімбос
- Макрі-Ялос[el]
- Каламакі[en]
- Толос[el](в Кавусі[el])
- Пахі-Амос[en]
- Миртос[en] (Миртос[en])
- Аммударес

### Ущелини

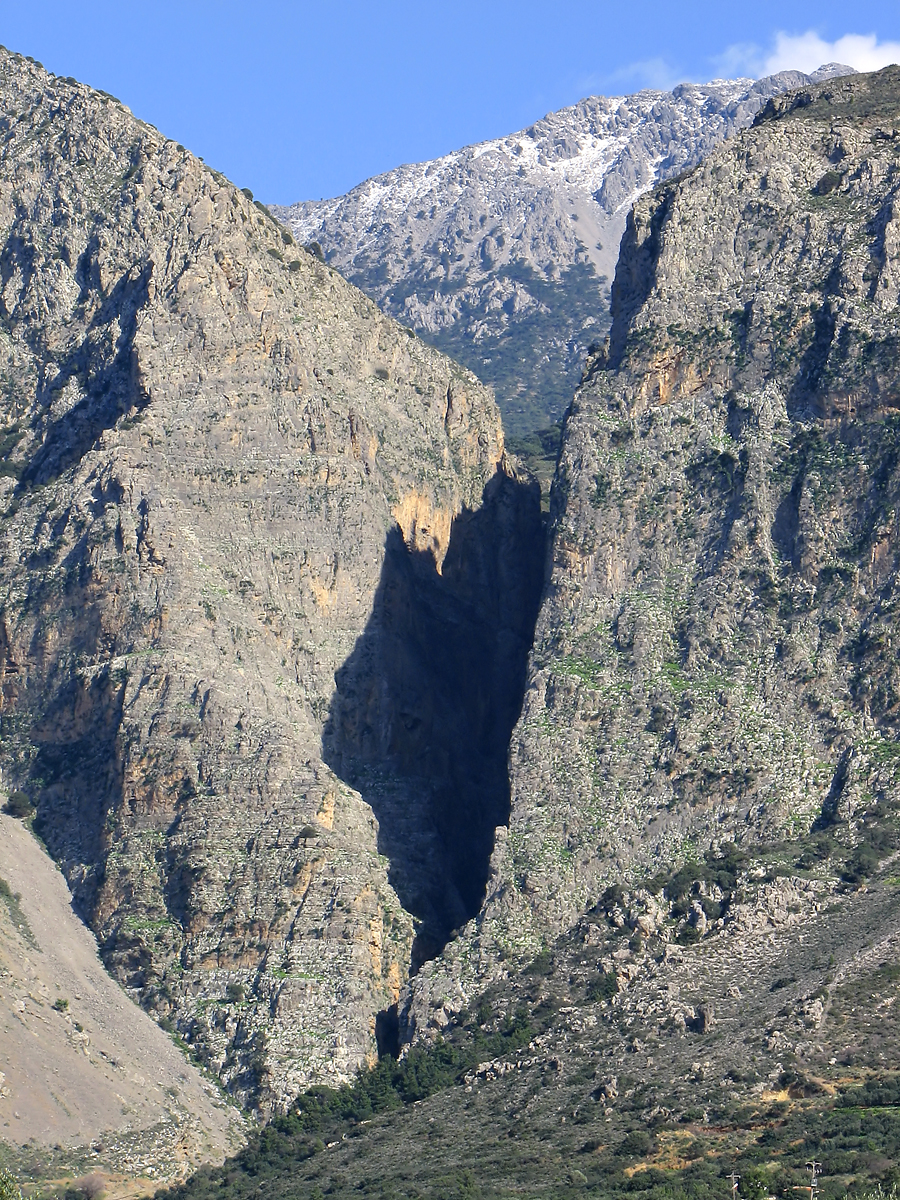
Ха (ущелина)

На території Ієрапетри, а також у її околицях є мальовничі ущелини. Більшість із них доступні, за винятком ущелини Ха, для відвідування якої потрібне спеціальне обладнання.
- Ущелина червоних метеликів[ru]
- Ущелина Мілона[el]
- Ущелина Ха[en]
- Ущелина Саракіна
- Ущелина Месона[el]
- Ущелина Хавга[el]

## Інше
Найбільші географічні об'єкти диму Ієрапетри:
- Браміана — дамба та штучне озеро, створене для постачання водою теплиць у посушливу пору року. Найбільше озеро Криту, місце проживання багатьох тварин.
- гора Дікті[en]
- гора Фрипті[en]
- ліс Селакано[en]

## Економіка
Основними галузями економіки муніципалітету Ієрапетри є сільське господарство (взимку) та туризм (улітку). Сільськогосподарське виробництво охоплює такі галузі:
- вирощування оливок та їх переробка в оливкову олію;
- вирощування овочів та фруктів.

Останні вирощують переважно в теплицях, розташованих на площі близько 13 км2 між Ієрапетрою та Неа-Миртосом. Саме завдяки тепличному виробництву громада Ієрапетра є однією з найбагатших на Криті.
Зайнятість населення за секторами економіки:
- сільське господарство — 49 %
- промисловість — 14 %
- сфера послуг — 37 %

## План забудови та архітектура

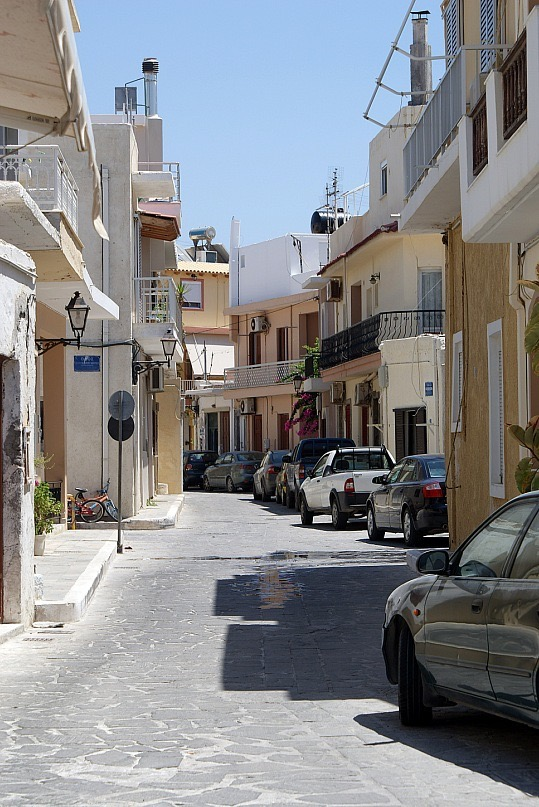
Вулиця в Ієрапетрі

Головна торгова вулиця Ієрапетри — Кундуріоту. В центрі розташовані ратуша, музей та два кінотеатри, міська клініка. На заході розташований порт для рибальських суден. На сході лежать пляжі з барами, а також пристань для поромів, що вирушають на острів Хрисі. Далі йде головний бульвар з готелями, кав'ярнями, сувенірними крамницями та бутиками.
Місцева влада розробляє план будівництва нового міжнародного порту, але деякі громадяни виступають проти цього, оскільки вважають, що це призведе до екологічних проблем. Проти цього виступає також Ecocrete.gr — екологічна організація на Криті.

## Комуна Ієрапетра
До комуни Ієрапетра входять 10 населених пунктів, монастир Фанеромені та острів Хрисі. Населення 16 139 жителів за переписом 2011. Площа 69 903 квадратних кілометрів.
| Населений пункт     | Населення (2011) |
| ------------------- | ---------------- |
| Аїязменос           | 20               |
| Айос-Єорьос         | 24               |
| Вайнья              | 609              |
| Гра-Лія             | 1528             |
| Монастир Фанеромені | 2                |
| Ієрапетра           | 12 355           |
| Камбос              | 81               |
| Кендріон            | 1021             |
| Кефала              | 21               |
| Потамі              | 405              |
| Ставрос             | 71               |
| Хрисі (острів)      | 2                |

## Населення
| Рік  | Населення, осіб |
| ---- | --------------- |
| 1991 | 9884            |
| 2001 | 11 877          |
| 2011 | ↗ 12 355        |